# Anne Lolk Thomsen
Anne Lolk Thomsen, danska veslačica, * 15. maj 1983.
Kot članica danskega lahkega dvojnega dvojca je nastopila na Poletnih olimpijskih igrah 2016 v Rio de Janeiru.